# Mia Kåberg-Pettersson
Mia Kåberg-Pettersson (* 9. Juni 1958 in Stockholm) ist eine ehemalige schwedische Fußballspielerin. Mit der Nationalmannschaft wurde sie 1984 Europameister.

## Karriere

### Verein
Kåberg-Pettersson gelangte im Jahr 1978 noch im Alter von 19 Jahren nach Solna zum AIK Solna, für den sie bis 1987 in der Division 1 Nord, in der seinerzeit in zwei Gruppen bestehenden höchsten Spielklasse und ein Jahr vor Einführung der Damallsvenskan, der landesweit höchsten Spielklasse, Punktspiele bestritt.

### Nationalmannschaft
Kåberg-Pettersson bestritt in sechs Jahren 16 Länderspiele für die Nationalmannschaft. Ihr Debüt gab sie am 23. Mai 1981 in Montauban beim 6:1-Sieg im Freundschaftsspiel gegen die Nationalmannschaft Frankreichs mit Einwechslung für Angelica Burevik ab der 59. Minute. Anschließend kam sie am 16. und 17. Juli 1981 bei der Teilnahme ihrer Mannschaft am Turnier um die Nordische Meisterschaft in den beiden mit 2:0 gewonnenen Spielen gegen die Nationalmannschaften Norwegens in Karis und Finnlands in Hyvinkää zum Einsatz. Mit dem 2:1-Sieg am 19. Juli 1981 über die Nationalmannschaft Dänemarks in Helsinki, in dem sie nicht eingesetzt wurde, gewann sie mit ihrer Mannschaft ungeschlagen das Turnier.
Im Spieljahr 1983 standen Qualifizierungsspiele für die erste (für Frauen) offizielle Europameisterschaft an. In der Qualifikationsgruppe 1 wurde sie in den letzten drei und siegreichen Spielen eingesetzt, wie auch zwischendurch am 10. August in Mellerud und am 30. Oktober in London in zwei Freundschaftsspielen, die gegen die Nationalmannschaft Dänemarks und Englands mit 2:1 und 2:2 endeten. Für die Europameisterschaft 1984 qualifiziert, kam sie in allen vier Spielen der Finalrunde (Halbfinale und Finale seinerzeit noch in Hin- und Rückspiel ausgetragen) zum Einsatz. Nachdem sie sich mit ihrer Mannschaft mit zwei Siegen über die Nationalmannschaft Italiens behaupten konnte, musste im Finale gegen die Nationalmannschaft Englands die Entscheidung im Elfmeterschießen gefunden werden, da beide Mannschaften ihr Spiel auf eigenen Terrain mit 1:0 für sich entschieden hatten. Am 27. Mai 1984 verlor Kåberg in Luton ihr einziges Länderspiel und gewann dennoch mit 4:3 im zuvor erwähnten Elfmeterschießen den ersten Europameistertitel mit ihrer Mannschaft. Mit zwei weiteren Freundschaftsspielen am 5. September und 1. November 1984 (2:2 vs. Norwegen in Lillestrøm, 1:1 vs. Italien in  Genua) wurde das Spieljahr 1984 abgeschlossen.
Am 7. Mai 1986 wurde sie erst wieder für ein Länderspiel berücksichtigt, dass in Bergen mit 3:2 gegen die Nationalmannschaft Norwegens von freundlicher Natur war. Ihren letzten Einsatz als Nationalspielerin für den SvFF hatte sie am 17. Mai 1986 in Karlskoga beim 1:0-Sieg über die Nationalmannschaft Frankreichs mit dem vierten Spiel der EM-Qualifikationsgruppe 3 bestritten.

## Erfolge
- Europameister 1984
- Nordischer Meister 1981

## Sonstiges
Mit ihrem Länderspieldebüt (am 23. Mai 1981 in Montauban) avancierte sie zur ersten Nationalspielerin des Allmänna Idrottsklubben. Ihr erstes und letztes Länderspiel fand gegen die Nationalmannschaft Frankreichs statt; von ihren 16 Länderspielen gewann sie zwölf und verlor nur eins.